# Трубки (село)
Трубки (укр. Трубки) — село в Павловской сельской общине Владимирского района Волынской области Украины.
До 2020 года входило в Иваничевский район.
Код КОАТУУ — 0721184202. Население по переписи 2001 года составляет 488 человек. Почтовый индекс — 45345. Телефонный код — 3372. Занимает площадь 4,7 км².